# Zone affectée thermiquement

Coupe transversale d'un joint soudé bout à bout, le gris le plus foncé représentant la zone de soudure ou de fusion, le gris moyen la zone affectée thermiquement (ZAT)et le gris le plus clair le matériau de base.

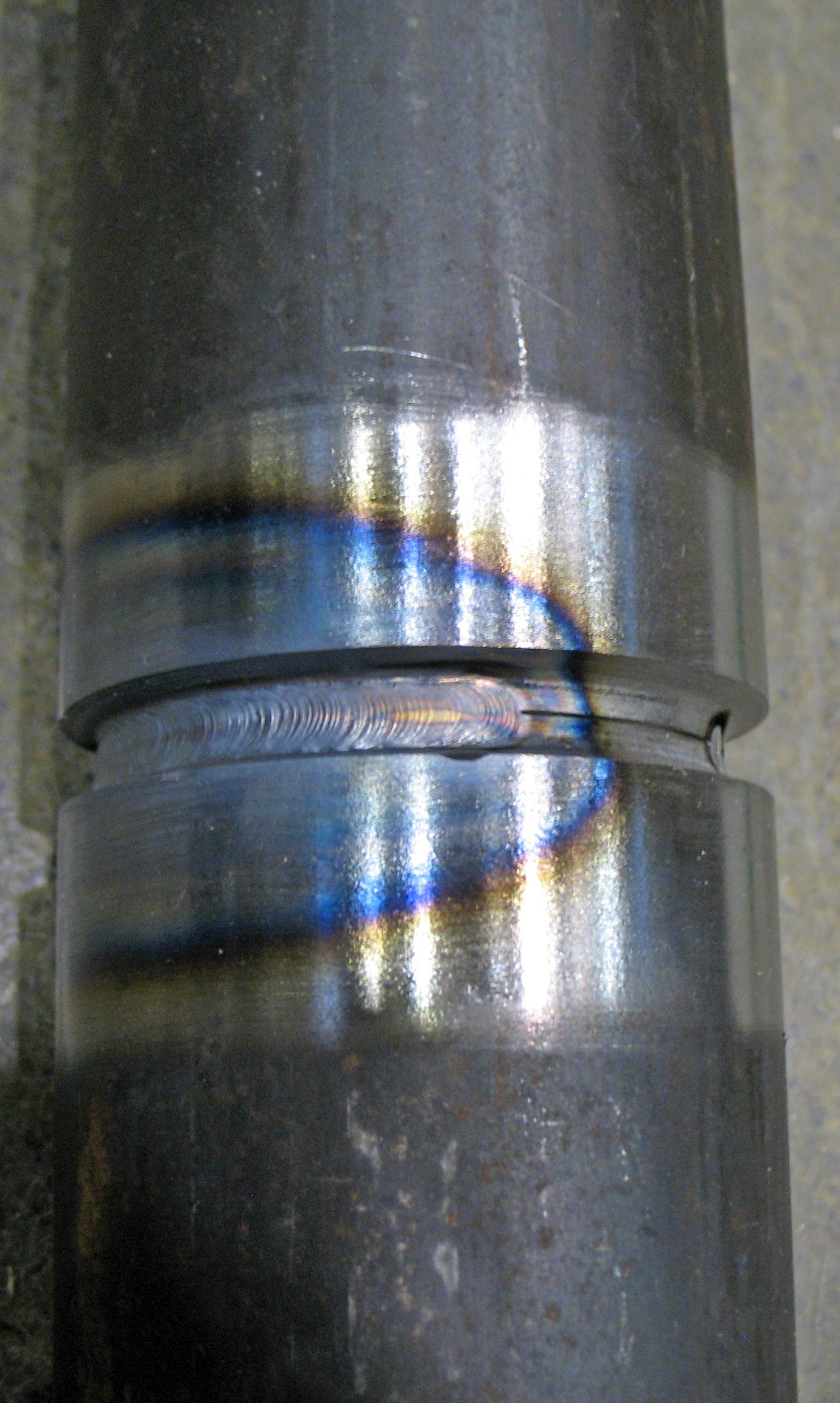
Zone Affectée Thermiquement autour d'une soudure (visible par les différentes couleurs d'oxydations, ici des nuances de bleues)

Dans le soudage (par fusion), la zone affectée thermiquement ( ZAT ) ((en) heat-affected zone - HAZ) est la zone du matériau de base, soit un métal, soit un thermoplastique, qui n'a pas fondu mais dont la microstructure et les propriétés ont été modifiées par des opérations de soudage ou de découpe à forte intensité thermique. La chaleur du processus de soudage et le refroidissement ultérieur provoquent ce changement de l'interface de soudure jusqu'à la fin de la température de sensibilisation dans le métal de base. L'étendue et l'ampleur du changement de propriété dépendent principalement du matériau de base, du métal d'apport (en) de soudure, ainsi que de la quantité et de la concentration de chaleur apportée par le processus de soudage.
La diffusivité thermique du matériau de base joue un rôle important :
- si la diffusivité est élevée, la vitesse de refroidissement du matériau est élevée et la ZAT est relativement faible.
- au contraire, une faible diffusivité conduit à un refroidissement plus lent et à une plus grande ZAT.

La quantité de chaleur apportée pendant le processus de soudage joue également un rôle important, car des processus tels que les soudages et coupages oxygaz (en) (avec une flamme nue) utilisent un apport thermique élevé et augmentent la taille de la ZAT. Des processus tels que le soudage laser et le soudage par faisceau d'électrons génèrent une quantité de chaleur très concentrée et limitée, ce qui entraîne une petite ZAT. La catégorie du soudage à l'arc se situe entre ces deux extrêmes, les processus individuels variant quelque peu en termes d'apport thermique. Pour calculer l'apport de chaleur pour les procédures de soudage à l'arc, la formule suivante est utilisée :
{\displaystyle Q=\left({\frac {V\times I\times 60}{S\times 1000}}\right)\times \mathrm {Efficacit{\acute {e}}} }
où Q = apport de chaleur (kJ /mm), V = tension (V), I = courant (A) et S = vitesse de soudage (mm/min). L'efficacité dépend du procédé de soudage utilisé (nombre sans unité).
| Procédés ou catégorie de procédés | Efficacité |
| --------------------------------- | ---------- |
| Soudage TIG                       | 0,6        |
| Soudage plasma                    | 0,6        |
| Soudage à l'électrode enrobée     | 0,8        |
| Soudage MIG-MAG                   | 0,8        |
| Soudage au fil fourré             | 0,8        |
| Soudage à l'arc submergé          | 1,0        |